# Altopiano del Sole
L'Altopiano del Sole (in dialetto camuno Altopia' del Sul) anche chiamato Altopiano di Borno (in dialetto camuno Altopia' de' Buren) è un piccolo altopiano della Val Camonica  situato alle pendici dei monti: Pizzo Camino, San Fermo e Concarena.
È attraversata dal vaso San Fiorino.
Su questo altopiano si trovano i comuni di: Ossimo, Borno, Lozio (interamente sull'altopiano), Angolo Terme, Malegno e Piancogno (non interamente sull'altopiano)

## Storia
Tra i paesi dell’Altopiano del Sole, è Borno a rivelare le sue origini più antiche, grazie ai ritrovamenti di siti cerimoniali con stele e massi incisi. Questi reperti restituiscono importanti testimonianze archeologiche che documentano la frequentazione di questa zona sin dalla Preistoria. Tra le scoperte più importanti troviamo soprattutto grandi pietre incise, come stele e massi di crollo di grandi dimensioni.
Altre testimonianze sono rinvenute nei pressi di Ossimo, in località Anvòia, dove sono stati rinvenuti massi nella loro posizione originale, e qui è nato il Parco Archeologico Asinino-Anvòia.
Durante l’Età Romana, Borno era uno dei centri più importanti, anche grazie alla sua posizione strategica di collegamento con la Valle di Scalve. Della Borno romana oggi sono visibili alcuni elementi architettonici all’esterno della Chiesa di S. Fiorino, un’epigrafe funeraria sulla facciata di una casa privata e un'urna cineraria rinvenuta in zona Borno Bassa.
Nel corso della storia l’Altopiano del Sole rappresentò a lungo un’area tra le più ricche della Valle Camonica, basata su un’economia tradizionale agro-silvo-pastorale (forniva legname anche alla Repubblica Veneta). 
Fino agli anni Venti del Novecento, l’Altopiano era raggiungibile lungo ben quattro mulattiere partendo da Mazzunno, Cogno, Malegno e la Val di Scalve. Il collegamento con la Val di Scalve, sia in epoca romana, che in periodi più recenti, fu di fondamentale importanza perché consentì il trasporto del minerale ferroso al fondovalle, prima attraverso Borno e poi attraverso Lozio.
Tra la fine dell’Ottocento e i primi del Novecento l’economia del territorio subì una pesante crisi, provocando tragiche migrazioni. In quel periodo fu steso il progetto per una funicolare a cremagliera, con partenza da Cogno e arrivo sotto l’Annunciata, che fu vanificato dalla realizzazione dell’attuale carrozzabile che sale da Malegno.
La nuova viabilità fu sinonimo di modernità e consentì anche lo sviluppo turistico, riservato prima ad un’utenza benestante, per le bellezze paesaggistiche, la salubrità dell’aria e le possibilità escursionistiche. L’offerta fu ampliata mediante la costruzione degli impianti sciistici e di seconde case, ma anche grazie all’arricchimento dell’offerta culturale.